# Villa Weißhaus

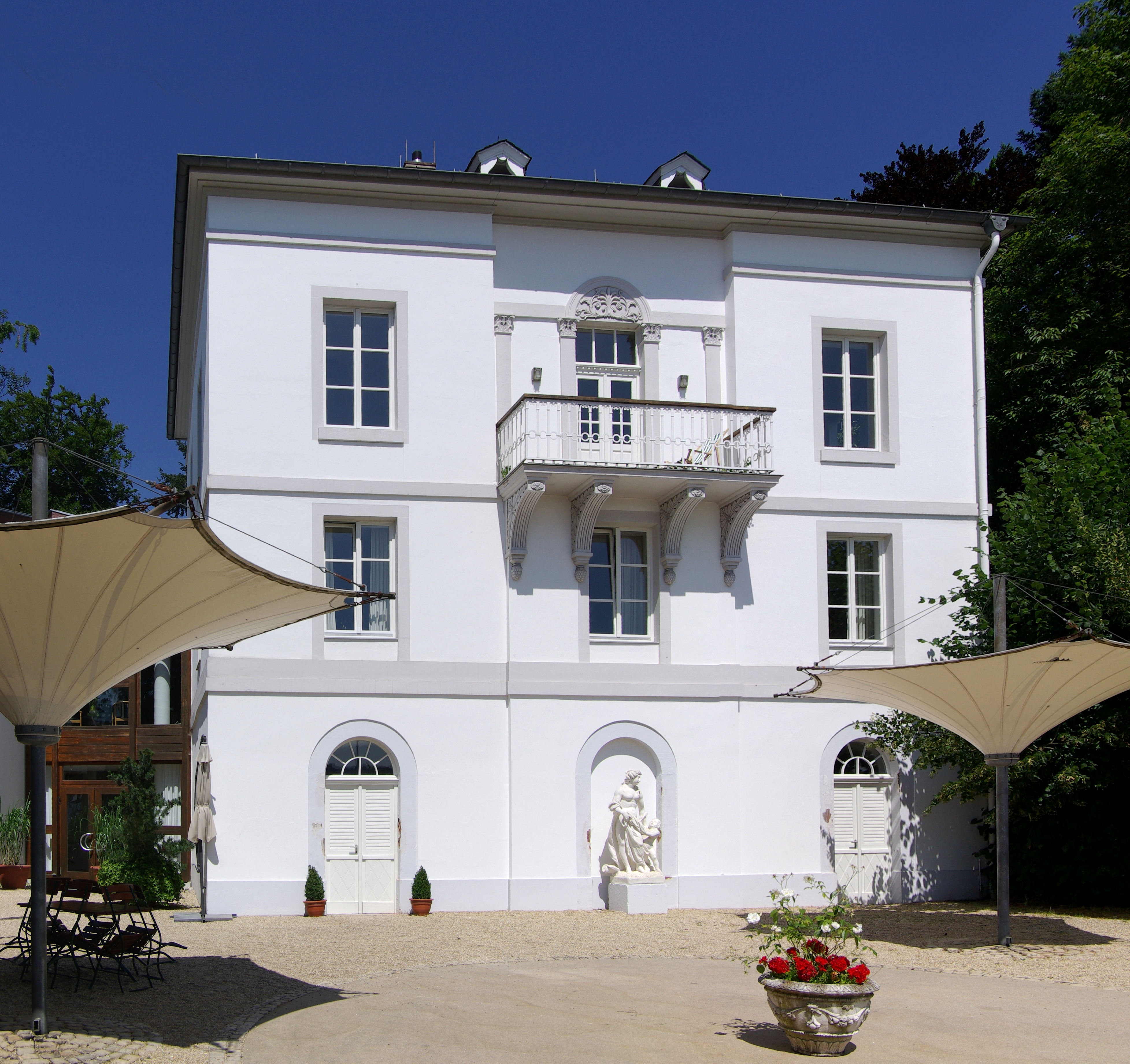
Villa Weißhaus

Die Villa Weißhaus ist ein klassizistisches Gebäude in Trier.

## Vorgänger
Wohl aus dem 17. Jahrhundert stammte eine kleinere Hütte, die Weißhäuschen genannt wurde und zunächst der Gemeinde Pallien gehörte. 1773 ging sie in den Besitz der Stadtgemeinde Trier über und wurde verpachtet. Als Oberbürgermeister Wilhelm von Haw die Ländereien Weißhaus, Ottoscheuer und Mergener Grünhäuschen erwarb und eine zusammenhängende Anlage daraus gestaltete, wurde das Weißhäuschen abgerissen. 1823 wurde es durch die heute noch bestehende Villa ersetzt. 

## Das Bauwerk
Die Villa Weißhaus wurde 1823 wie das dazugehörige Ökonomiegebäude Drachenhaus (1829) im Stil des preußischen Klassizismus auf einem Sandsteinfelsen oberhalb des Vorortes Pallien errichtet. Nur auf der Stadtseite wurde die dreiachsige Fassade aufwändiger gestaltet. Die Villa ist etwa zwölf Meter lang und sieben Meter breit; wegen der Hanglage ist die Repräsentationsfassade drei-, der Rest zweigeschossig gestaltet. 
Das Untergeschoss ist durch drei rundbogige Türen mit Oberlichtlünetten gegliedert, von denen allerdings die mittlere zugemauert ist und nur eine Nische darstellt. Zwischen Unter- und Erdgeschoss verläuft ein einfaches Gesimsband. Mit den Türen des Untergeschosses korrespondieren die drei hochrechteckigen Fenster des Erdgeschosses, über denen sich ein Fensterbankgesims befindet. Die Mittelachse ist in diesen beiden unteren Geschossen leicht hervorgehoben. Während sie im Unter- und Erdgeschoss etwas hervortritt, liegt sie in der Beletage etwas zurück. 
In diesem Stockwerk befindet sich vor der Mittelachse ein Balkon mit schmiedeeisernem Gitter. Er wird von vier Konsolen auf Pinienzapfen getragen. Diese Konsolen sind seitlich mit Blütenkranzmotiven, an der Front mit Kanneluren und Blumenskulpturen geschmückt. Hinter dem Balkon befinden sich vier Pilaster mit stilisierten Blattkapitellen und einem halbrunden Fenstersturz. Über dem Mittelfenster sind florale Motive zu sehen. Dieses Arrangement simuliert eine Serliana. Oberhalb der Seitenfenster befindet sich ein weiteres Gesimsband. 
Die Villa besitzt ein flaches Walmdach mit kleinen Dachgauben.

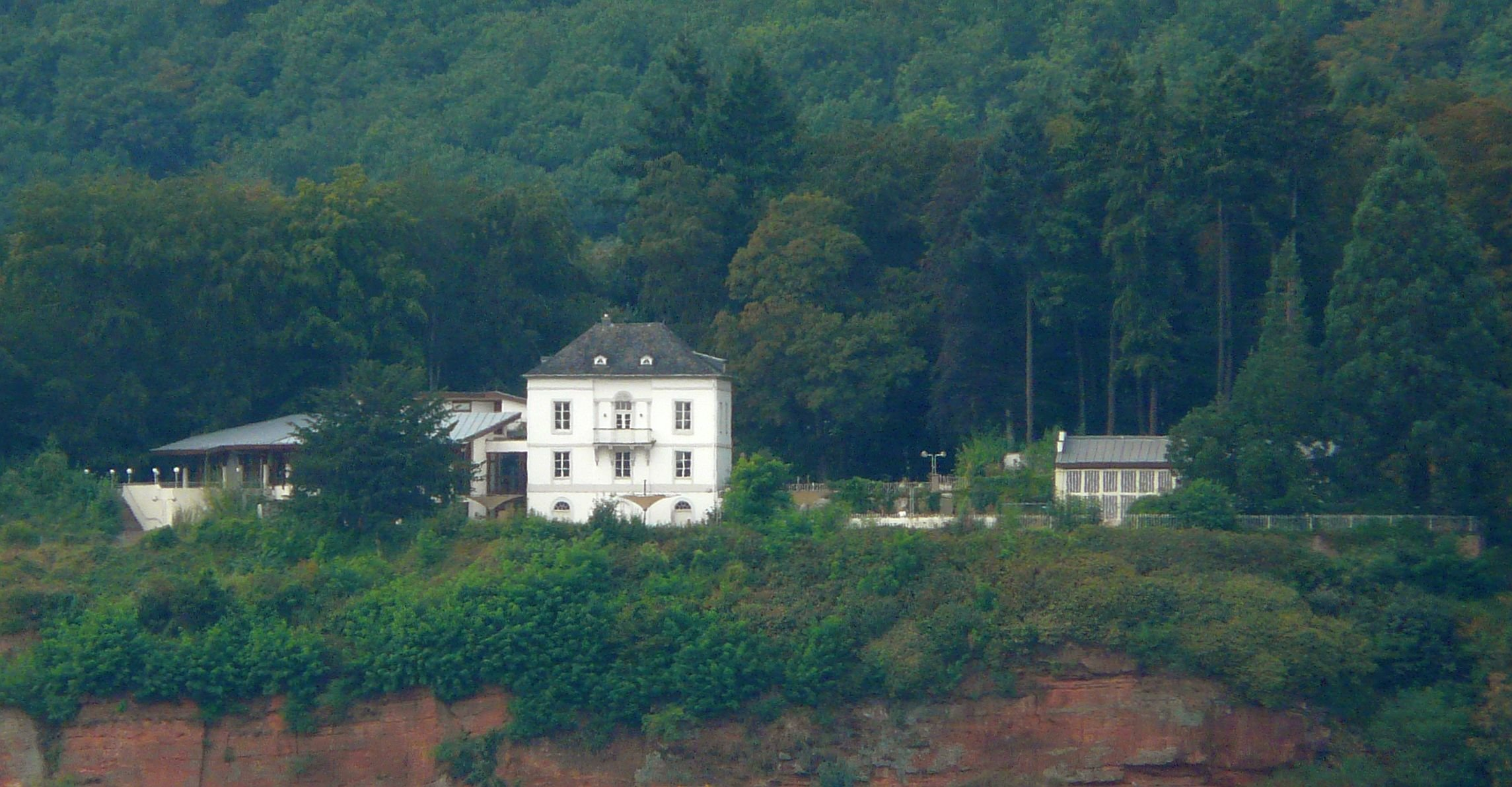
Weißhaus mit neueren Nebengebäuden
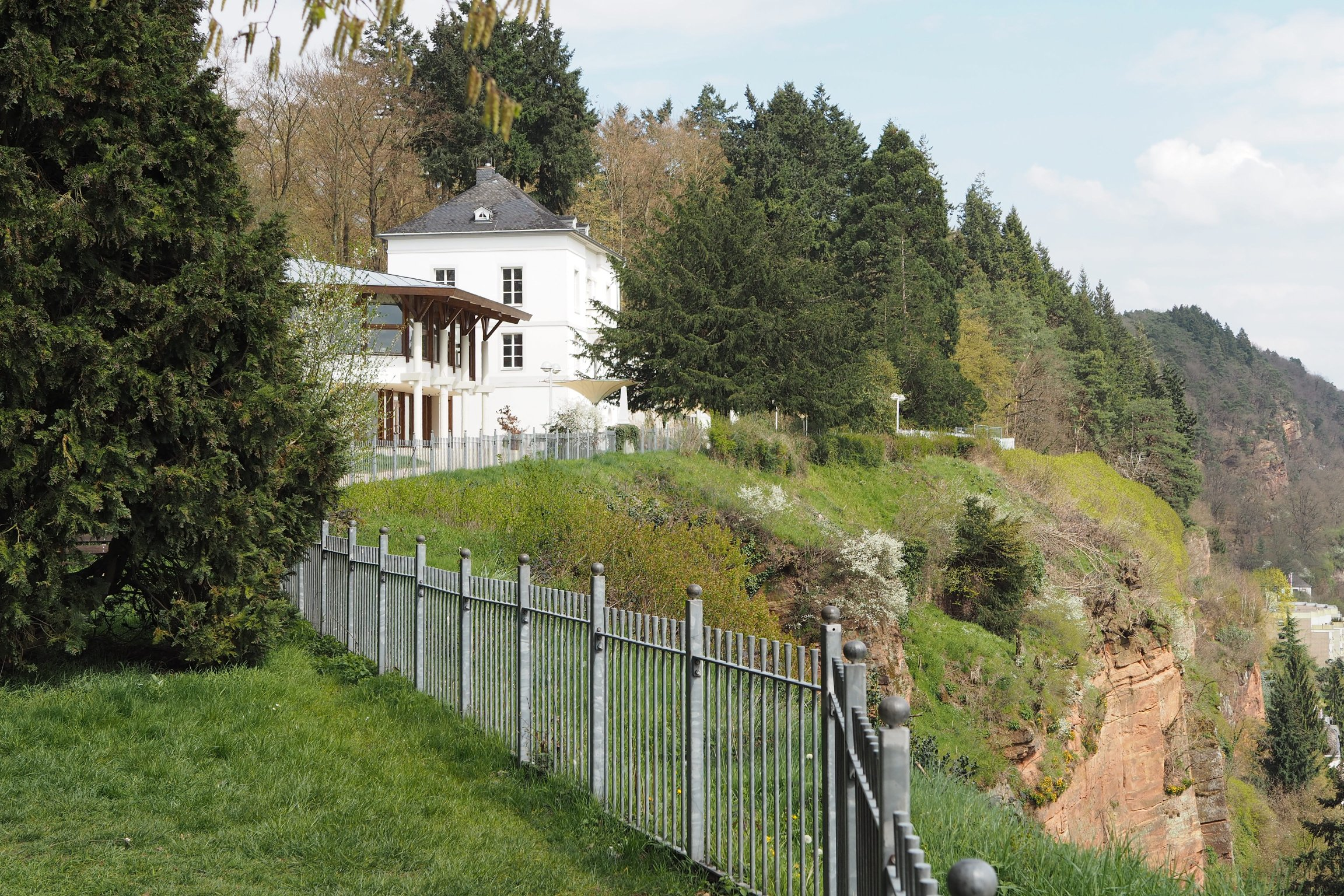
Das Weißhaus auf den Sandsteinfelsen über dem Moseltal
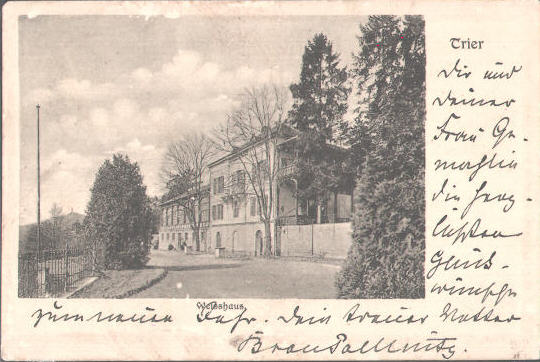
Villa Weißhaus, Ansichtskarte von 1904
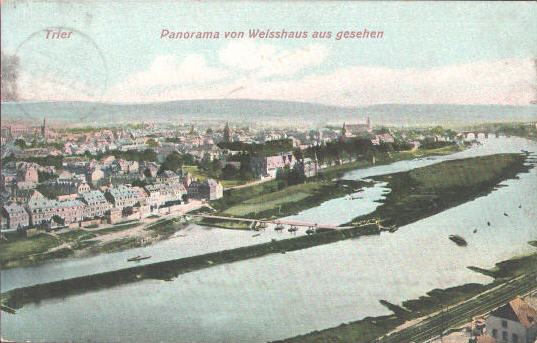
Blick vom Weißhaus, Ansichtskarte von 1908

## Nutzung der Villa Weißhaus

Prinz Heinrich, Statthalter von Luxemburg

Die Villa diente als privates Wohnhaus des Oberbürgermeisters von Haw, während das Gelände den Bürgern der Stadt zur Nutzung und Erholung offenstand. Nach von Haws Tod wurde das Anwesen samt der Villa von Prinz Heinrich der Niederlande angekauft. Auch dieser neue Besitzer ließ das Gelände öffentlich nutzen, plante jedoch eine weitere Villa. Diese wurde aber, da Prinz Heinrich wenige Jahre später starb, nicht gebaut. 1879 gründeten Trierer Bürger die Aktiengesellschaft Weißhaus-Verein, um das Erholungsgelände für die Stadtbewohner zu bewahren und die Vereinnahmung durch einen privaten Käufer zu verhindern. Kaiser Wilhelm I. persönlich kaufte zehn Anteilscheine im Wert von je 100 Mark; die Finanzierung des Projekts gestaltete sich zwar schwierig, gelang jedoch schließlich. Nachdem neue Wege zur Villa und eine Gartenterrasse angelegt sowie etliche Renovierungen vorgenommen worden waren, wurde die Villa im Jahr 1881 als Restaurant verpachtet. 1901 wurde sie um eine Glashalle erweitert. Während des Ersten Weltkriegs diente sie als Genesungsheim des Deutschen Roten Kreuzes; 1919 ging sie mitsamt dem Gelände in städtischen Besitz über. 
Nach dem Zweiten Weltkrieg drohte das Gebäude zu verfallen, da sich kein Pächter mehr fand. Dass in dieser Zeit die (2011 abgebaute) Trierer Kabinenbahn angelegt wurde, erwies sich allerdings als günstig, da das Anwesen so von der Stadt aus leichter erreichbar wurde. Die Stadt Trier stellte Überlegungen an, das angrenzende Gelände mit einer rund 100 Apartments umfassenden Ferienanlage zu bebauen um aus dem Erlös die Sanierung des Weißhauses zu finanzieren. Gegen diese Pläne erhob sich der Widerstand einer Bürgerinitiative, die rund 13.000 Unterschriften sammelte. Daraufhin gründete sich eine aus Privatpersonen und der Stadt Trier bestehende Bauherrengemeinschaft Weißhaus, die die nötigen finanziellen Mittel für eine Sanierung zusammenbrachte. Das Gebäude wurde saniert und um einen Anbau – die alte Glashalle bestand nicht mehr – erweitert. Mittlerweile (Stand Mai 2015) befindet sich das Gelände wieder komplett im Besitz der Stadt Trier, der gastronomische Betrieb wurde nach dem Auslaufen des Pachtvertrages Ende 2014 geschlossen.
Anfang 2017 konkretisierte sich dieses Vorhaben, die Stadt Trier führte konkrete Verhandlungen mit zwei Investoren. Dabei soll zunächst eine Testsaison mit dem künftigen Pächter durchgeführt werden um dessen Zuverlässigkeit zu prüfen. Die von einem der möglichen Pächter vorgeschlagene Erweiterung der Gaststätte um einen Hotelbetrieb müsste sich an den Auflagen des Denkmal- und Landschaftsschutzes orientieren. Im Oktober 2020 wurde der gastronomische Betrieb „Villa Weißhaus“ auf renoviertem Gelände unter einem neuen Pächter wiedereröffnet.

## Weißhausbrunnen und -obelisk

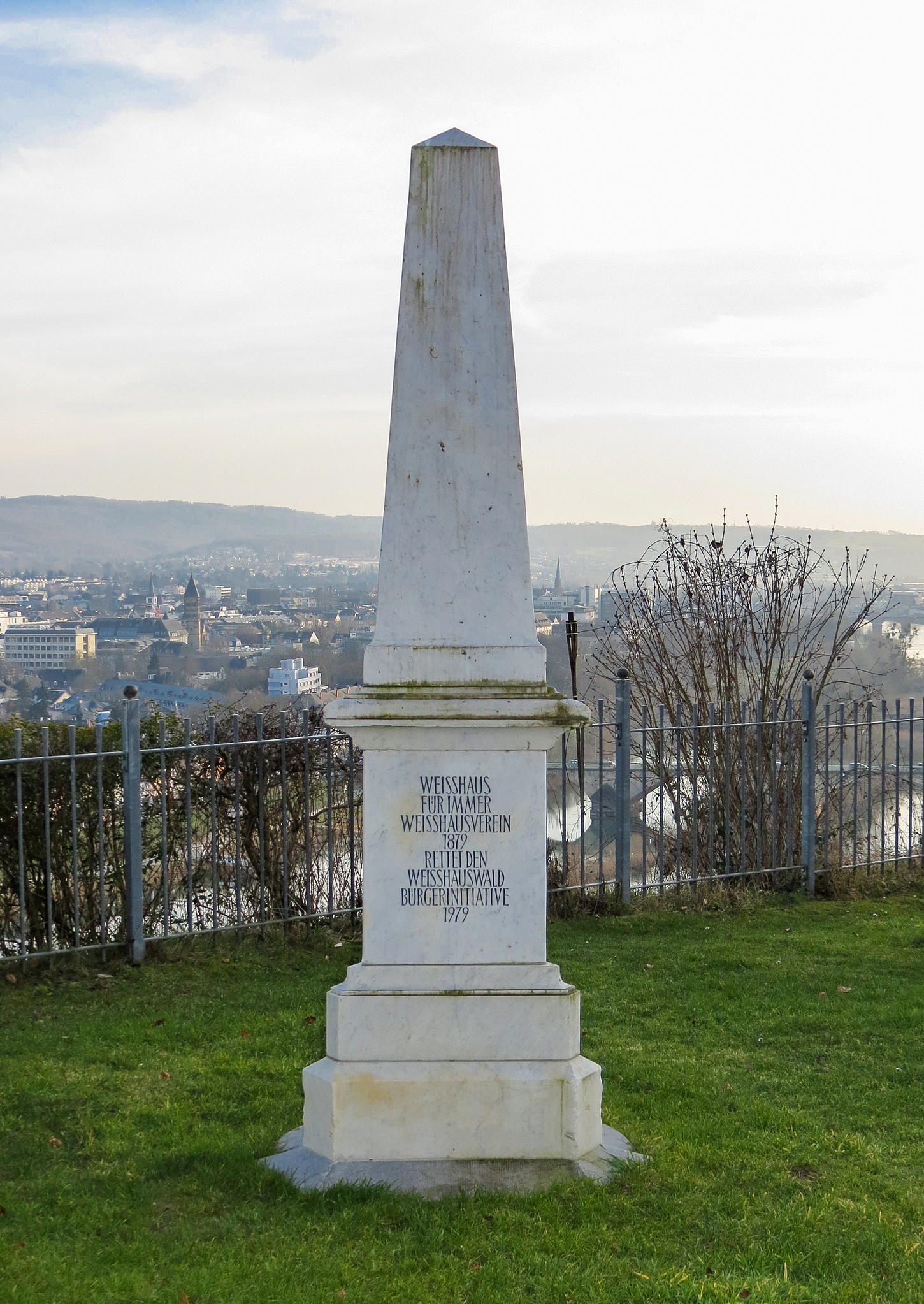
Der Weißhausobelisk an seinem heutigen Standort

Auf dem Gelände blieb auch der Weißhausbrunnen erhalten, der aus der Entstehungszeit der Villa stammt. In den 1950er Jahren wurde überlegt, ihn wieder in Betrieb zu nehmen, doch wurden die zerstörten Wasserzuleitungen dann doch nicht ersetzt.
Der Weißhausobelisk, der 1879 vom Weißhaus-Verein aufgestellt wurde und zeitweilig als verschollen galt, steht heute in unmittelbarer Nähe der Villa Weißhaus.